# Basses-terres continentales

Les trois grandes régions de la Colombie-Britannique

Les Basses-terres continentales, ou Lower Mainland pour la seule partie habitée, est un nom couramment donné à la région naturelle et métropolitaine de Vancouver, c'est-à-dire la partie inférieure du Fraser, à l'extrême sud-ouest de la Colombie-Britannique, au Canada. En 2007, 2 524 113 habitants vivaient dans cette région ; seize des trente municipalités les plus peuplées de la province y sont situées.

Les montagnes Sumas dans les Basses-terres continentales, près de Abbotsford (Colombie-Britannique). Décembre 2021.

Le Lower Mainland constitue l'une des trois grandes régions de la Colombie-Britannique, les deux autres étant la Côte (The Coast) et l'Intérieur (The Interior).